# Du Prel

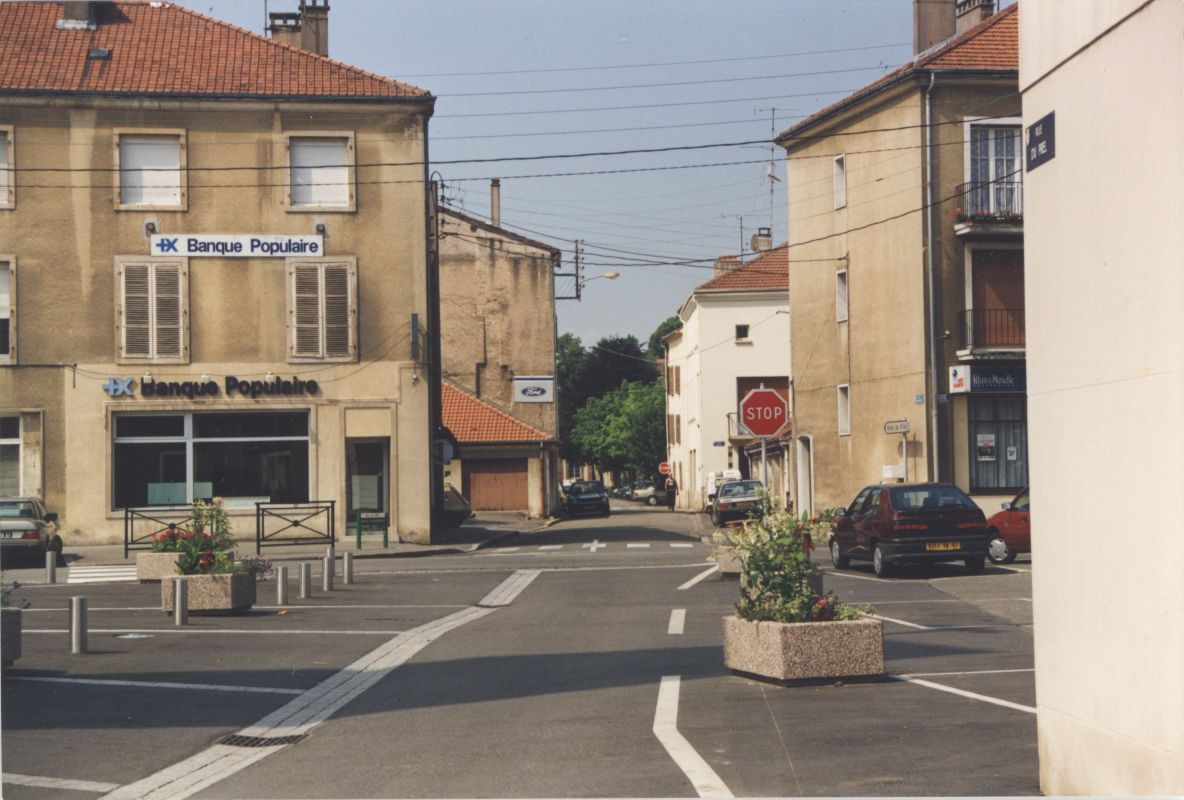
De Rue du Prel in Dieuze bij Salins

Du Prel was een Zuid-Nederlandse adellijke familie.

## Geschiedenis
De du Prels waren oorspronkelijk te vinden in Salins (Frankrijk), en haalden hun naam van de heerlijkheid Le Prel. De heer van Le Prel was de graaf van Chalon. De eerste gekende Du Prel was Jean du Prel, in de vijftiende eeuw. In de zestiende eeuw was Simon du Prel de plaatselijke vertegenwoordiger van de graaf. De familie telde verschillende militairen die als huurlingen optraden in dienst van monarchen, onder meer van keizer Karel.
In 1659 werd aan Anathole of Antoine du Prel (Salins, 1609-1665) het ridderschap verleend. Dit ging echter niet door, omdat hij het diploma niet lichtte. Hij was in 1633 getrouwd met Claudine de Grachaux en in 1645 met Marguerite du Pin. Hij had vijf kinderen. 
In de achttiende eeuw vestigden zich du Prels in Erpeldange-sur-Sûre en Diekirch in het hertogdom Luxemburg en werden in de Tweede stand ('état noble') van dit hertogdom opgenomen. Charles-Antoine du Prel ging in 1721 een duel aan met Charles-Bernard du Bost-Moulin in een dispuut over jachtrecht. Du Prel doodde zijn tegenstrever en werd vrijgesproken, omdat hij, zo oordeelde de rechtbank, in wettige zelfverdediging had gehandeld. Du Prel stond bekend als een energieke, zelfs brutale man.
De laatste vertegenwoordiger onder het ancien régime was baron Charles-Joseph du Prel (1737 - 18 mei 1812), heer van Erpeldange, lid van de Soevereine Raad van Luxemburg, voorzitter van de Staten in het hertogdom. Hij trouwde in 1772 met Marie-Joseph de la Salle, dochter van vader Albert Lasalle. Ze woonden op het kasteel van Erpeldange. Ze hadden zeven kinderen en het waren drie van hun zoons die in 1816 erkenning in de adel aanvroegen.

## Philippe du Prel
Philippe Conrad Auguste du Prel (1774 - Luxemburg, 13 oktober 1848) was onder het Verenigd Koninkrijk der Nederlanden lid en gedeputeerde van de Provinciale Staten van Luxemburg. In 1816 werd hij erkend in de erfelijke adel met de titel baron, overdraagbaar bij eerstgeboorte, en benoeming in de Ridderschap van Luxemburg. 
Hij trouwde in 1819 in Nancy met Catherine Charpet.
Onder het ancien régime was hij luitenant in het Franse regiment van Nassau. Hij stapte in maart 1793 over naar het Oostenrijkse regiment van baron Schroeder, maar verliet het reeds in september 1793. Het echtpaar bleef waarschijnlijk kinderloos.

## Pierre du Prel
Pierre Louis Adolphe Georges du Prel (Luxemburg, 10 mei 1782 - Nancy, 25 oktober 1863) werd in 1816 erkend in de erfelijke adel met de titel baron, overdraagbaar bij eerstgeboorte, en benoeming in de Ridderschap van Luxemburg. Hij was de laatste naamdrager die in Elperdange woonde. Hij trouwde in 1828 in Nancy met Thérèse Le Bègue de Banecourt en resideerde voortaan in deze stad. Ze hadden twee dochters. 
In 1803 trad hij als vrijwilliger in een regiment huzaren. In 1807 was hij onderluitenant in het regiment van Berg en het jaar daarop luitenant. Hij nam deel aan de kustbewakingen in 1804-1805. Hij werd toen kapitein en als vleugeladjudant toegevoegd aan zijn verwant, generaal Antoine de Lasalle. In 1806-1807 nam hij deel aan campagnes in Oostenrijk, Pruisen en Polen, en werd gewond in Saalfeld. Lasalle werd gedood op het slagveld tijdens de Slag bij Wagram en du Prel was er getuige van. Hij werd na de slag benoemd tot Ridder in het Franse Legioen van Eer.
In 1810 behoorde hij tot de escorte die aartshertogin Marie-Louise begeleidde naar Parijs.
Hij nam deel aan de gevechten bij Lutzen, Bautzen, Dresden en Leipzig. In Dresden werd hij op 26 augustus 1813 bevorderd tot luitenant-kolonel en op 19 oktober werd hij tijdens de volkerenslag in Leipzig gevangengenomen door de Russen.
In 1814 was hij terug in Frankrijk en behoorde tot de staf van maarschalk Ney tijdens de Honderd Dagen. Hij nam deel aan de Slag bij Waterloo en verliet toen het leger.
In augustus 1817 nam hij weer dienst, ditmaal in het Nederlandse leger, met de graad van luitenant-kolonel. Hij aanvaardde in november om dienst te nemen in het leger van de Oost-Indische kolonies.
Hij vertrok in mei 1818 op de Nieuwe Zeelust, maar de reis werd onderbroken in Ramsgate. Hij was waarschijnlijk ziek geworden en hij keerde naar Nederland terug, waar hij werd opgenomen in het militair ziekenhuis in Leiden. Hij ging met pensioen op 15 november 1819. Kort voor zijn dood vroeg en bekwam hij de Medaille van Sint-Helena.

## Gaspar du Prel
Gaspar Florent Fortuné du Prel (° Luxemburg, 16 september 1791) werd in 1816 erkend in de erfelijke adel met de titel baron, overdraagbaar bij eerstgeboorte, en benoeming in de Ridderschap van Luxemburg. Hij bleef waarschijnlijk vrijgezel.
In 1809 begon hij zijn militaire opleiding in Fontainebleau. In 1810 was hij luitenant in de infanterie en nam deel aan militaire campagnes in Spanje, tot in 1812. Van 1812 tot 1814 was hij officier in de Grande Armée en werd in april 1814 naar huis gestuurd. Hij vertrok later naar de Verenigde Staten en er werd niets meer over hem vernomen.